# Stapelia concinna
Stapelia concinna är en oleanderväxtart som beskrevs av Mass.. Stapelia concinna ingår i släktet Stapelia och familjen oleanderväxter. Inga underarter finns listade i Catalogue of Life.